# Tào Phi
Tào Phi (chữ Hán: 曹丕; 187 - 29 tháng 6, năm 226), biểu tự Tử Hoàn (子桓), là vị Hoàng đế khai quốc của Tào Ngụy, một trong 3 nước thời kì Tam Quốc trong lịch sử Trung Quốc. Ông trị vì từ năm 220 đến năm 226
Sau khi cha ông Tào Tháo qua đời, ông kế vị tước hiệu Ngụy vương (魏王) của cha mình trong vòng 7 tháng; từ tháng 5 đến khi xưng Đế vào tháng 12 năm 220, sau khi ép Hán Hiến Đế Lưu Hiệp thiện nhượng, sự kiện được sử Trung Hoa gọi là [Tào Phi soán Hán; 曹丕篡漢]. Bên cạnh là vị Hoàng đế Tào Ngụy đầu tiên, ông còn nổi tiếng là nhà thơ lỗi lạc, cùng cha Tào Tháo và em trai Tào Thực, được gọi là Tam Tào (三曹), rất nổi tiếng trong văn học Kiến An. Hiện còn lại Ngụy Văn Đế tập (魏文帝集) gồm 2 quyển. Ngoài ra, ông còn là nhà lý luận và nhà phê bình văn học đầu tiên của Trung Quốc, sở hữu tập Điển luận (典論). Sau khi qua đời, ông được con là Ngụy Minh Đế Tào Duệ truy tôn thụy hiệu là Văn Hoàng đế (文皇帝), miếu hiệu Thế Tổ (世祖), thông thường gọi Ngụy Văn Đế (魏文帝).

## Cuộc đời
Tào Phi, tự là Tử Hoàn, sinh ở huyện Tiêu, nước Bái, thuộc Dự châu (hiện nay là huyện Hào, Bạc Châu, tỉnh An Huy), là con đầu lòng của Tào Tháo và Biện phu nhân. Ông là người có tư chất thông minh, học rộng hiểu nhiều. Thuở thiếu thời, Tào Phi có thuộc làu các tác phẩm kinh điển cổ xưa của hàng trăm nhà tư tưởng truyền thống.
Vì được sinh ra trong thời đại chiến tranh loạn lạc, ngay từ khi còn nhỏ, Tào Phi đã được Tào Tháo đưa ra tiền tuyến đánh trận, Ông đã biết bắn tên từ năm sáu tuổi và biết cưỡi ngựa từ năm tám tuổi. Đến năm mười tuổi, Tào Phi đã có thể tòng quân đi nam chinh bắc chiến.
Tào Tháo tổng cộng có 25 người con trai. trong đó Tào Ngang vừa là con trưởng, vừa nổi tiếng nhân hiếu. Tào Ngang là ứng cử viên hoàn hảo để trở thành người kế vị Tào Tháo. Nhưng số phận vẫn luôn ẩn chứa những bất trắc không ai ngờ đến. Vào những năm đầu Kiến An, Tào Tháo đi chinh phạt Trương Tú ở phía Nam. Tào Ngang đã không may tử nạn trong trận chiến này.
Sau cái chết của Tào Ngang, mẹ nuôi của ông Đinh Thị đã đau buồn quá độ mà đoạn tuyệt quan hệ với Tào Tháo. Biện phu nhân vì thế mà trở thành chính thất của Tào Tháo, còn Tào Phi thì nghiễm nhiên trở thành con trưởng. Đây đã trở thành bước ngoặt đầu tiên trong cuộc của ông.
Nhưng sự thay đổi thân phận này không giúp Tào Phi có được sự sủng ái của cha mình. Sau khi Tào Ngang qua đời, Tào Tháo lại hết mực yêu thương một người con trai khác tên là Tào Xung. Tam quốc chí ghi lại rằng, khi mới lên năm lên sáu, Tào Xung đã có trí tuệ của một người trưởng thành. Nhiều lần Tào Tháo cũng khen ngợi tài năng và trí tuệ nở sớm của Tào Xung trước mặt các quần thần. Vào năm 208 sau Công Nguyên, Tào Xung đã mắc phải một căn bệnh lạ khi mới có mười ba tuổi. Tào Tháo đã thử rất nhiều phương thuốc nhưng cũng không sao cứu được mạng sống của cậu con trai yêu quý.
Tào Phi đến an ủi cha nhưng lại chỉ nhận lại một câu nói lạnh lùng – "Đây là nỗi bất hạnh của ta, nhưng lại là niềm vui của các ngươi."
Sau Tào Ngang và Tào Xung, thì Tào Tháo lại tiếp tục giành sự sủng ái đặc biệt cho người em trai Tào Thực của ông. Tào Thực sở hữu tài năng xuất chúng nên được Tào Tháo đặc biệt yêu quý. Do đó, Tào Thực lại trở thành ứng cử viên tiềm năng nhất cho ngôi vị thế tử.
Khi Tào Thực được đi theo Tào Tháo chinh chiến khắp bốn phương, Tào Phi phải ở lại Nghiệp Thành để giải quyết công chuyện hàng ngày. Bất cứ nơi nào có nổi loạn, Tào Phi đều nhanh chóng dẫn quân đi trấn áp. Những lần trải nghiệm như này đã rèn giũa nên năng lực ứng phó với những tình huống khẩn cấp của Tào Phi.
Ngoài ra, Tào Phi cũng đối xử cung kính tôn trọng với các lão thần và học sỹ trong triều đình để tích cực mở rộng các mối quan hệ đồng minh. Chẳng mấy chốc, Tào Phi đã xây dựng được một đội ngũ mưu sỹ cố vấn hậu thuẫn sau lưng.
Dù không được cha quân tâm và yêu thương, nhưng Tào Phi lại biết âm thầm xoay chuyển tình thế và tích lũy sức mạnh, để nhẫn nhịn chờ thời.
Một ngày nọ vào năm 217 sau Công nguyên, Tào Thực đã bất chấp luật lệ, vì say rượu mà đã tự ý sử dụng xe ngựa của vương thất, mở cửa Tư Mã, cho ngựa phi nước đại trên cấm đạo.
Trong cơn thịnh nộ, Tào Tháo đã hạ lệnh xử tử người trông giữ xe ngựa của vương thất. Lúc này, cán cân trong lòng Tào Tháo bắt đầu lung lay. Tào Tháo tự hỏi liệu một người có tính cách bộc trực phóng khoáng như Tào Thực có thích hợp với ngôi vị đế vương hay không.
Vào năm Kiến An thứ 22, giữa Tào Phi và Tào Thực, Tào Tháo cuối cùng đã đưa ra lựa chọn của mình: lập Tào Phi làm Ngụy thế tử.

## Soán Hán tự lập
Năm Kiến An thứ 25 (220), Ngụy vương Tào Tháo chết, Vương thế tử Tào Phi kế nghiệp chức Thừa tướng nhà Hán, nhận danh hiệu Ngụy vương (魏王). Lên làm Ngụy vương, Tào Phi không e ngại dư luận như Tào Tháo và mang chí hướng muốn soán Hán tự lập.
Mùa thu năm đó, Tào Phi sai thân tín dâng thư lên Hán Hiến Đế, khuyên Hiến Đế nhường ngôi cho Ngụy vương. Để tỏ ra khiêm nhường, Tào Phi đã từ chối 3 lần, đến lần thứ 4 mới nhận. Đây được gọi là sự kiện Tào Phi soán Hán (曹丕篡漢) nổi tiếng lúc bấy giờ. Hán Hiến Đế đã ngồi trên ngai vàng làm bù nhìn suốt hơn 30 năm, nay nhận được biểu của các đại thần đành tuyên bố nhượng vị, đổi xưng là Sơn Dương công (山陽公).
Tào Phi sai người tới hỏi hoàng hậu Tào Tiết (bà cũng là em gái của Tào Phi) để lấy ngọc tỷ truyền quốc. Tào hoàng hậu nhất định không chịu đưa. Sau vì bị ép quá, Tào hoàng hậu vứt ngọc tỷ xuống lầu, khóc mắng Tào Phi:"Trời không phù hộ cho nhà ngươi đâu!". Hành động trung liệt và lời mắng của Tào hoàng hậu lặp lại giống hệt như thái hậu Vương Chính Quân mắng Vương Mãng khi ông ta soán ngôi nhà Hán gần 200 năm trước.
Tháng 10 năm 220, Tào Phi tự xưng là Ngụy Hoàng Đế (魏帝), trở thành vị Hoàng đế đầu tiên của Tào Ngụy. Cải nguyên Hoàng Sơ (黄初), định đô tại Lạc Dương, truy xưng cha mình là Tào Tháo làm Vũ hoàng đế (武皇帝). Sau khi lên ngôi, ông đã tiếp tục cuộc chiến của cha mình chống lại Thục Hán của Lưu Bị và Đông Ngô của Tôn Quyền.

## Cai trị
Ngay sau khi lên ngôi, Văn Đế đã ban hành một loạt các chiếu thư vì lợi ích của nhân dân như nghỉ binh, giảm sưu thuế, giảm nhẹ hình phạt, ... Dưới thời trị vì của ông, sự ổn định và thịnh vượng đã xuất hiện trở lại ở khu vực phía Bắc để củng cố hơn nữa sức mạnh của Ngụy quốc.

### Điều tiếng
Ngoài ra trong thời gian ở ngôi, Văn Đế có điều tiếng là khiến tướng Vu Cấm phải xấu hổ mà chết. Chuyện là, Vu Cấm được Tào Tháo sai đi đánh nhau với Quan Vũ, bị Quan Vũ đánh bại và cùng phó tướng Bàng Đức bị bắt sống. Trong khi Bàng Đức không chịu khuất phục thì Vu Cấm lại sợ hãi xin đối phương tha mạng. Kết quả Đức bị chém còn Cấm bị giam. Sau đó Tôn Quyền sai Lã Mông đánh úp Kinh châu, bắt giết Quan Vũ. Lã Mông bắt được Vu Cấm, bèn trả về cho Tào Tháo. Đến khi làm Hoàng đế, Tào Phi sai người vẽ tranh chế giễu Vu Cấm đặt ở nơi công cộng. Trong tranh, Quan Vũ ngồi chễm chệ, Bàng Đức vươn cổ chịu chém, còn Vu Cấm thì khúm núm lạy lục Quan Vũ. Bởi thế Vu Cấm không chịu nổi nỗi nhục, lo rầu mãi sinh bệnh mà chết.

### Đông chinh
Thời điểm năm 224 đến năm 225, Văn Đế xuất chinh đánh Ngô nhưng bị tướng Ngô Từ Thịnh, Tôn Thiều đánh bại, từ đó lâm bệnh nặng.

## Qua Đời
Năm 226 Ngụy Văn Đế Tào phi băng hà, thụy hiệu là Văn hoàng đế (文皇帝), miếu hiệu là Thế Tổ (世祖), được an táng ở Thủ Dương Lăng (首阳陵). Thái tử Tào Duệ lên nối ngôi, tức là Ngụy Minh đế.

## Nhận định
Tào Phi cũng giống như một người bình thường đang chật vật trong vũng lầy của cuộc đời, thường xuyên bị người khác đè bẹp, vận may cũng không tốt lắm. Nhưng Tào Phi lại có một ưu điểm lớn nhất, đó là không bao giờ chịu khuất phục trước số phận.
Chính sự cứng cỏi khi dám thách thức số phận đã giúp ông kiểm soát được bản thân khi rơi vào tăm tối. Từ đó, ông không ngừng tích lũy thêm sức mạnh từ những nỗi đau và nuôi dưỡng sự kiên cường bằng tính nhẫn nại.

### Sự nghiệp văn chương
Tào Phi rất giỏi thơ phú, ông cùng với cha (Tào Tháo) và em (Tào Thực), đều là những cây bút nổi bật trên Văn đàn Kiến An. Thơ của ông hiện còn khoảng 40 bài và bộ Điển luận.
Tuy vậy, qua đó người đọc cũng hiểu được một phần nào quan niệm sáng tác của ông:
- Trần Đình Sử trong Từ điển Văn học (bộ mới) viết đại ý như sau:

Văn (Tào Phi) có nhiều thể, hiếm có ai giỏi hết, do đó văn nhân không nên dựa vào sở trường của mình mà khinh người, mà nên thẩm xét để hiểu người (thẩm kỷ độ nhân). Ông phản đối thói "văn nhân tương khinh" (văn nhân thường khinh nhau), hay khép kín kiến giải của mình. Ngoài ra, ông còn phê phán khuynh hướng "quý xa, khinh gần", làm văn cốt cầu danh, mà quay lưng với sự thực.
Các thể loại có những điểm khác nhau: Tấu, nghị nên trang nhã, thư luận nên có lý lẽ, thi phú cần phải đẹp.
Văn chương đều là sự biểu hiện tư tưởng, tình cảm của người viết. Cho nên gốc văn chương giống nhau mà ngọn (hình thức biểu hiện) khác nhau. Cái khác đó do "khí". Tào Phi viết: "Văn lấy khí làm chủ, mà khí trong hay đục là bẩm phú, không thể dùng sức gắng gượng mà có được".
Nho gia xem "lập ngôn" đứng sau "lập đức", "lập công"; Tào Phi đưa "lập ngôn" lên vị trí cao nhất, xem đó là "việc lớn lao bất hủ trong sự nghiệp trị nước" (kinh quốc chi đại nghiệp, bất hủ chi thịnh sự). Đây chính là quan điểm làm cho văn học Kiến An phồn thịnh.
- Nguyễn Hiến Lê nhận xét:

Giọng thơ Tào Phi không hùng như cha (Tào Tháo), mà có vẻ phong lưu, nhàn nhã. Ngoài tài thơ, Tào Phi còn là nhà phê bình đầu tiên của Trung Quốc, Trong thiên Luận văn, ông có nhiều ý xác đáng, như:
Văn lấy khí làm chủ, mà khí có hai thể "thanh" và "trọc". Cả hai đều do trời sinh, không thể gắng sức mà luyện, dẫu cha anh cũng không thể truyền được cho con, em.
Bàn về các thể văn, ông cho rằng luận thuyết phải đúng lý, mà thi phú thì cần phải đẹp. Đó là khởi nguyên phong trào duy mĩ ở thời Lục Triều, trái hẳn với lối "Văn dĩ tải đạo" (văn để chở đạo) của Tiền Hán trở về trước. Duy mĩ tức là "nghệ thuật vị nghệ thuật", mà tải đạo tức là "nghệ thuật vị nhân sinh".
Ở một thời cực kì loạn lạc như thời Lục Triều, chủ trương đó rất được hoan nghênh. Cho nên thời bấy giờ là thời văn thơ lãng mạn nhất của Trung Quốc, và nhóm Trúc lâm thất hiền nổi tiếng vì thói khinh đời ngạo vật, phóng đãng, bất chấp lễ nghi...
So sánh với Tào Phi, học giả này viết:
"Tào Phi và Tào Thực, là hai anh em ruột mà tính tình và đời sống trái nhau hẳn. Tào Phi làm vua chỉ cho văn chương mới là sự nghiệp lớn, đáng lưu truyền lại thiên thu; còn phú quý, công danh hễ chết là hết. Tào Thực, ngược lại, cho văn chương là nghề mọn mà sự lập công mới đáng trọng. Kết lại, ba cha con là Tào Tháo, Tào Phi, Tào Thực, làm lĩnh tụ trên thi đàn Kiến An. Tháo có giọng trầm hùng. Phi thì sầu, nhã. Thực, đa tài hơn cả; thơ vừa diễm lệ, vừa lâm ly và cao kỳ. Đến năm 232, Tào Phi và Tào Thực đều đã chết hết, văn đàn rực rỡ thời Kiến An cũng rã tan theo"..

## Gia quyến
- Thân phụ: Tào Tháo, truy phong Thái Tổ Vũ hoàng đế (太祖武皇帝).
- Thân mẫu: Biện phu nhân, truy phong Vũ Tuyên hoàng hậu (武宣皇后).
- Thê thiếp:

1. Chân phu nhân, nguyên phối thê tử, sinh Ngụy Minh Đế Tào Duệ và Đông Hương công chúa. Được truy tôn Văn Chiêu hoàng hậu (文昭皇后) bởi con trai.
2. Quách Nữ Vương, kế thất, tuy là thị thiếp nhưng được phong thẳng làm Hoàng hậu khi Tào Phi lên ngôi. Thụy hiệu Văn Đức hoàng hậu (文德皇后).
3. Từ cơ (徐姬) phong Phi (妃)
4. Lý quý nhân (李貴人).
5. Âm quý nhân (陰貴人).
6. Sài quý nhân (柴貴人).
7. Phan thục viên (潘淑媛).
8. Chu thục viên (朱淑媛).
9. Cừu chiêu nghi (仇昭儀).
10. Tô cơ (蘇姬).
11. Trương cơ (張姬).
12. Tống cơ (宋姬).
13. Hai chị em Lưu thị, con gái Hán Hiến Đế.
14. Nhậm thị, xuất thân danh môn, nhưng không hợp tính Tào Phi, bị đuổi đi.
15. Tiết Linh Vân (薛灵芸), sau khi nhập cung đổi tên Dạ Lai (夜來).

- Con trai:

1. Ngụy Minh Đế Tào Duệ, mẹ là Chân phu nhân. Từ Tề công (齐公), phong Bình Nguyên vương (平原王). Khi Tào Phi lâm chung mới quyết định làm Thái tử.
2. Tào Hiệp (曹協), mẹ Lý quý nhân, mất sớm, có con trai Tào Tầm.
3. Tào Nhuy (曹蕤; ? - 233), mẹ Phan thục viên, tước Bắc Hải vương (北海王).
4. Tào Giám (曹鑒; ? - 225), mẹ Chu thục viên, tước Đông Vũ Dương vương (东武阳王).
5. Tào Lâm (曹霖; ? - 250), mẹ Cừu chiêu nghi, tước Đông Hải vương (东海王). Khi Tào Phương bị phế, con trai Tào Lâm là Cao Quý Hương công Tào Mao được lập, sau bị Tư Mã Chiêu giết hại.
6. Tào Lễ (曹禮; 208 - 229), mẹ Từ cơ, tước Nguyên Thành vương (元城王), từng được Tào Phi lựa chọn lập làm Thái tử.
7. Tào Ung (曹邕; ? - 229), mẹ Tô cơ, tước Hàm Đan vương (邯郸王).
8. Tào Cống (曹貢; ? - 223), mẹ Trương cơ, tước Thanh Hà vương (清河王).
9. Tào Nghiễm (曹儼; ? - 223), mẹ Tống cơ, tước Quảng Bình vương (广平王).
10. Tào Giai (曹喈), không rõ mẹ, xuất hiện trong bài Trọng Ung ai từ (仲雍哀辞) của Tào Thực.

- Con gái:

1. Đông Hương công chúa (東鄉公主), mẹ Chân phu nhân.